# Micrornebius inopinatus
Micrornebius inopinatus är en insektsart som beskrevs av Sigfrid Ingrisch 2006. Micrornebius inopinatus ingår i släktet Micrornebius och familjen Mogoplistidae. Inga underarter finns listade i Catalogue of Life.